# Kriegerdenkmal Bennstedt

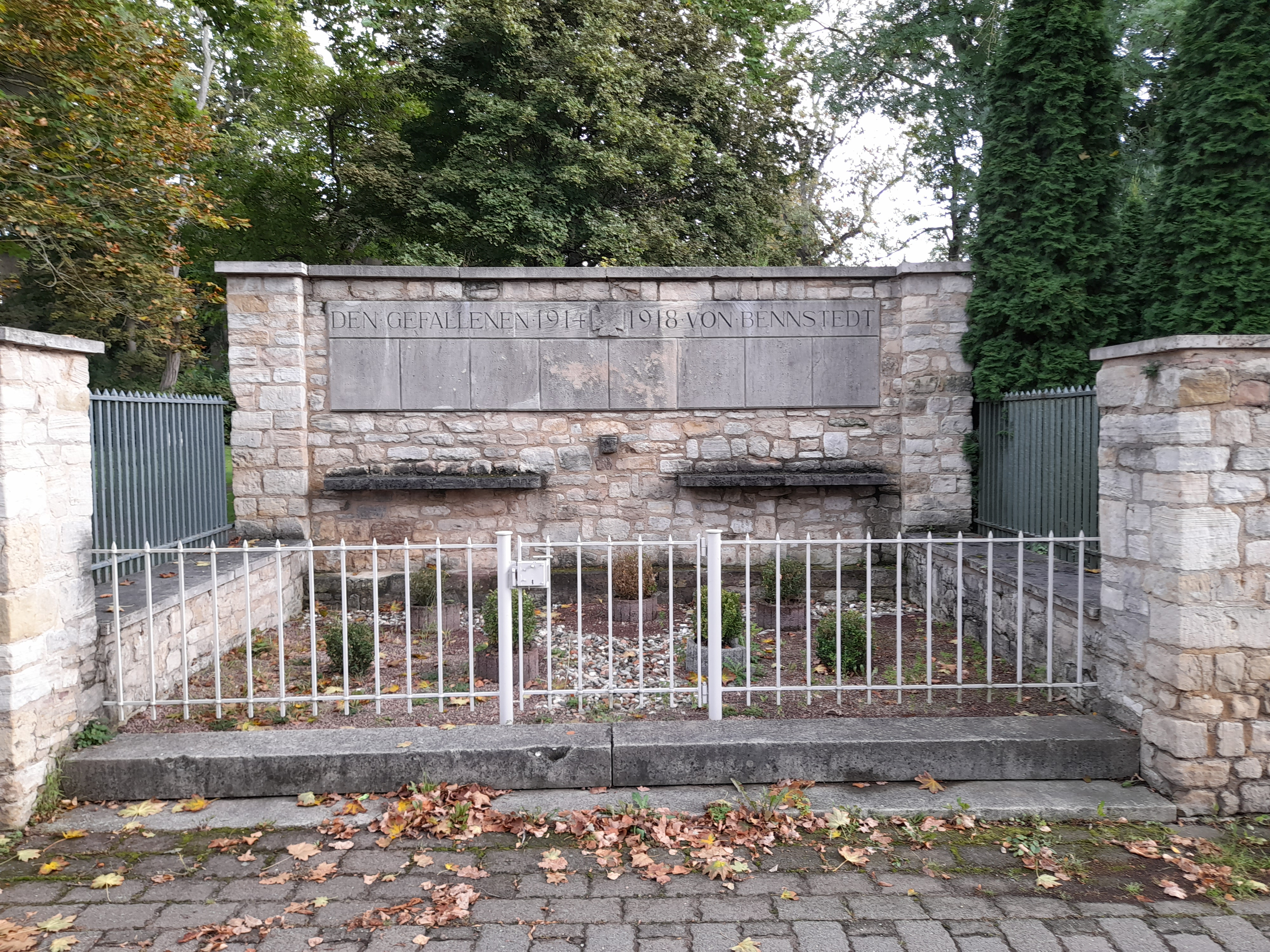
Kriegerdenkmal Bennstedt

Das Kriegerdenkmal Bennstedt ist ein denkmalgeschütztes Kriegerdenkmal im Ortsteil Bennstedt der Gemeinde Salzatal in Sachsen-Anhalt. Im örtlichen Denkmalverzeichnis ist es unter der Erfassungsnummer 094 55039 als Baudenkmal verzeichnet.
Das Denkmal befindet sich am Karl-Marx-Platz östlich der Kirche von Bennstedt. Es handelt sich um eine zu Ehren der Gefallenen des Ersten Weltkriegs errichtete Bruchsteinmauer mit einer in mehreren Segmenten aufgeteilten Gedenktafel. Im oberen Bereich befindet sich die Inschrift DEN GEFALLENEN 1914–1918 VON BENNSTEDT mit einem mittig angebrachten Eisernen Kreuz. Die Namen der Gefallenen auf den darunter angebrachten acht kleineren Tafeln sind nur noch schwer lesbar. 
In Bennstedt existiert noch der Sockel eines weiteren Kriegerdenkmals. Wahrscheinlich wurde es nach dem Zweiten Weltkrieg abgerissen.